# Synallaxis spixi
El pijuí plomizo (en Argentina y Paraguay) (Synallaxis spixi) también denominado chiclí (en Argentina), coludito boina roja (en Uruguay) o pijuí común (en Uruguay), es una especie de ave paseriforme de la familia Furnariidae perteneciente al numeroso género Synallaxis. Es nativa del centro este de América del Sur.

## Distribución y hábitat
Se distribuye en el este de Paraguay, sureste de Brasil (desde el sureste de Bahía y sur de Espírito Santo hacia el sur), noreste de Argentina (hacia el sur hasta el este de Santa Fe, Entre Ríos y norte de Buenos Aires) y Uruguay.
Esta especie es considerada común en sus hábitats naturales: el nivel inferior de los bordes del bosque y en campos arbolados o con arbustos, en elevaciones hasta los 2000 metros de altitud.

## Descripción
Mide entre 16 y 17 cm de longitud y pesa entre 12 y 14 gramos. Presenta corona de color rojizo ferruginoso y el resto de la cabeza y el peco grises; las bases de las plumas grises de la garganta son negras. El plumaje del dorso es pardo oliváceo a grisáceo, la cola parda grisácea y el vientre gris. Las coberteras de las alas son de color rufo ferruginoso.

## Comportamiento
Forrajea bajo la densa cobertura vegetal, algunas veces en extensos crecimientos de helechos, emergiendo con más frecuencia cuando canta.

### Alimentación
Su dieta consiste de artrópodos que captura entre el follaje y pequeñas ramas>

### Reproducción
Su nido es un montón denso y alargado de palitos apilados, con acceso lateral, construido en e interior de un matorral. La hembra pone hasta tres huevos de color blancuzco manchado.

### Vocalización
El canto es un reiterado «juit, di-di-dit».

## Sistemática

### Descripción original
La especie S. spixi fue descrita por primera vez por el zoólogo británico Philip Lutley Sclater en 1856 bajo el mismo nombre científico; su localidad tipo es: «São Paulo, Brasil».

### Etimología
El nombre genérico femenino «Synallaxis» puede derivar del griego «συναλλαξις sunallaxis, συναλλαξεως sunallaxeōs»: intercambio; tal vez porque el creador del género, Vieillot, pensó que dos ejemplares de características semejantes del género podrían ser macho y hembra de la misma especie, o entonces, en alusión a las características diferentes que garantizan la separación genérica; una acepción diferente sería que deriva del nombre griego «Synalasis», una de las ninfas griegas Ionides. El nombre de la especie «spixi», conmemora al naturalista alemán Johann Baptist von Spix (1781– 1826).

### Taxonomía
Los datos genético-moleculares indican que la presente especie es hermana de Synallaxis hypospodia, con quien ya fue considerada conespecífica. Es monotípica.